# 宮田雄史
宮田 雄史（みやた ゆうし、1992年2月13日 - ）は、日本の元俳優である。所属していたのは劇団日本児童。
現在は、フィジーク選手として活動しつつ、両親が経営する横浜のスポーツジムPOSING & FITNESS YOKOHAMAでジムスタッフをしている。
母はテレビ出演歴や著書のある女性ボディビルダーの宮田みゆき。父や兄もボディビルダーとして活動するボディビル一家である。

## 出演

### テレビドラマ
- えなりかずきの一休さん（2003年1月 - 3月、フジテレビ） - 飯塚裕太役
- ニコニコ日記（2003年8月 - 10月、NHK） - 佐荘拓海役
- 愛し君へ（2004年4月 - 6月、フジテレビ） - 中川健太役
- 温泉へ行こうスペシャル（2004年11月10日、TBS）[4]
- 新・天までとどけ（TBS）

### 吹き替え
- E.T. ※DVD版

### CM
- 進研ゼミ 中学講座（2004年）
- 日産 プレサージュ
- ハウス食品 バーモントカレー
- 任天堂 マリオパーティ

### 舞台
- 蜘蛛巣城
- 寺子屋

### 受賞歴
- 2019 Professional League✕NPCJ（現FWJ） New Generation Classic メンズフィジークノービス 170cm未満 優勝[5]
- 2019 Professional League✕NPCJ（現FWJ） Japan Open メンズフィジークオープン（-170cm） 準優勝[6]